# نبرد ویکفیلد
نبرد ویکفیلد (انگلیسی: Battle of Wakefield) در منطقهٔ ساندال مگنا نزدیک ویکفیلد، یورکشر غربی در انگلستان شمالی و در تاریخ ۳۰ دسامبر ۱۴۶۰ روی داد، این درگیری یک نبرد عمده از سری جنگ‌های داخلی انگلستان میان خداندان‌های یورک و لنکستر موسوم به جنگ رزها بود.